# Río Bassac
El río Bassac es un río de Camboya, distributario del lago Sap (Tonlé Sap) y del río Mekong. El río tiene su inicio en la ciudad de Nom Pen —la capital del país— y fluye en dirección sur cruzando la frontera con Vietnam. 
Dos puentes cruzan del río Bassac: el puente Monivong en Nom Pen, y el Puente de Cần Thơ, en Can Tho (Vietnam).